# Natuur- en Milieufederaties
De Natuur en Milieufederaties, voorheen De Provinciale Milieufederaties, is een samenwerkingsverband van particuliere natuur- en milieuorganisaties op provinciaal niveau in Nederland. Ze organiseren samen ongeveer duizend lokale natuur-, milieu-, landschaps- en duurzaamheidsorganisaties en lokale of regionale afdelingen van landelijke organisaties. De milieufederaties zijn geregistreerd als goed doel bij het CBF en zijn bovendien begunstigde van de Nationale Postcode Loterij.
Elke provincie heeft haar eigen milieufederatie. Deze zijn vrijwel allemaal opgericht in de jaren zeventig van de 20e eeuw, toen de milieuverontreiniging als maatschappelijke thema opkwam. De milieufederaties vormen in de meeste provincies een belangrijke tegenspeler van de overheid.

## Historie
In de jaren zeventig bepleitte een groep jonge leden van Natuurmonumenten dat de particuliere natuurbeschermingsorganisaties zich actief met het milieubeheer zouden gaan bezighouden. Ook binnen deze vereniging  en de al langer bestaande Contact-Commissie voor Natuur- en Landschapsbescherming leefde dit idee. Sommigen vonden ook dat de snel groeiende achterban van geïnteresseerden actief betrokken moest worden bij het natuur- en milieubeschermingswerk. Dit leidde onder meer tot de oprichting van nieuwe organisaties, zoals de eerste (voorlopers van de) Natuur en milieufederaties in 1971 en  de Stichting Natuur en Milieu in 1972. Deze laatste zette zich er voor in dat in alle provincies 'federatieve organen' – de milieufederaties – werden opgezet, waarbij zich regionale of lokale groeperingen konden aansluiten. Het gezamenlijke doel was het behoud van natuur, landschap en milieu.

## Doel en organisatie
De milieufederaties hebben tegenwoordig als doel geformuleerd om samen Nederland mooier, gezonder en duurzamer te maken.
De meeste hebben voor de stichtingsvorm gekozen, de overige voor de verenigingsvorm. Elke milieufederatie heeft naast een bestuur, een stafbureau en een soort raad van toezicht. Bovendien zijn er vele vrijwilligers en de aangesloten organisaties, die via de raad van toezicht betrokken zijn bij het bestuur van de milieufederatie. De milieufederaties vormen een landelijk netwerk dat is ondergebracht in een stichting met een eigen bureau. De federaties werken (nog steeds) nauw samen met de Stichting Natuur en Milieu.
Doordat er meestal geen particuliere leden zijn, zijn de milieufederaties sterk afhankelijk van subsidies van overheden.

## Werkwijze
Lobby en dialoog, stimuleren van burgerparticipatie, voorlichting, ondersteuning van vrijwilligersorganisaties, publicitaire druk en soms juridische actie zijn de instrumenten die ingezet worden om de doelen te realiseren.
Enkele campagnes van de Natuur en Milieufederaties zijn Nacht van de Nacht campagne, de Goodfoodclub  en Plan Boom .

## Aangesloten organisaties
In elke provincie is een milieufederatie (het jaartal is het jaar van oprichting):
- Stichting Natuur en Milieufederatie Groningen (1973)
- Stichting Friese Milieufederatie (1972)
- Stichting Natuur en Milieufederatie Drenthe (1971)
- Stichting Natuur en Milieu Overijssel (1973)
- Vereniging Gelderse Natuur en Milieufederatie (1971)
- Vereniging Natuur en Milieufederatie Flevoland (1986)
- Stichting Natuur en Milieufederatie Utrecht (1972)
- Vereniging Milieufederatie Noord-Holland
- Stichting Natuur en Milieufederatie Zuid-Holland (1972)
- Vereniging Zeeuwse Milieufederatie (1984)
- Stichting Brabantse Milieufederatie (1972)
- Stichting Milieufederatie Limburg (1971)